# Radio RKS
Pour les articles homonymes, voir Kaléidoscope (homonymie).
 (juillet 2022).
Si vous disposez d'ouvrages ou d'articles de référence ou si vous connaissez des sites web de qualité traitant du thème abordé ici, merci de compléter l'article en donnant les références utiles à sa vérifiabilité et en les liant à la section « Notes et références ».
Radio RKS est une radio locale indépendante de catégorie A émettant sur l'agglomération grenobloise.

## Historique

Logo de radio Kaléidoscope jusqu'en juin 2019.

Radio RKS émettait jusqu'en décembre 2019 sous son ancienne dénomination de « Radio Kaléïdoscope », depuis le 23 décembre 1981 à partir du site de Seyssinet-Pariset.
Elle est diffusée sur la fréquence de 97 Mhz dans la métropole grenobloise sous le nom "RKS" et a pour slogan "L'esprit grenoblois". Celui la montre l'objectif de cette radio d'être toujours plus locale pour se rapprocher de ses auditeurs. En 2022, elle est également diffusée en DAB+ dans la région de Voiron.
Son flux est accessible via le site internet de la radio.

## Identité de la station
Station de radio locale de Grenoble-Alpes Métropole. Pluriculturelle, elle ouvre son antenne à une culture vaste (et même étrangère pour certaines émissions thématiques) ainsi qu'aux associations qui concourent à la vie économique, sociale et culturelle de la métropole.
Radio RKS est un média libre adhérent de la Confédération des radios associatives non commerciales de Rhône-Alpes, éligible au Fonds de soutien à l'expression radiophonique.

## Programmation
La station offre un programme musical riche en tubes d'hier et d'aujourd'hui, dans un style plutôt pop-rock francais et international. Des émissions quotidiennes sont présentes pour le plus grand bonheur des auditeurs : 
- Good Morning Grenoble - Tous les matins en semaine, Jérôme réveil Grenoble et ses environs, avec Catia et Simon qui interviennent régulièrement pour un maximum d'actualités locales, d'humour, de tubes et de bonne humeur, de 7h à 10h.

- La Xabi Hour

- Le RKS Foot Time Show - Les lundis, de 19h à 20h30 ; Une émission animée par Kévin et Melvin, ils abordent l'actualité footballistique d'un œil professionnel.

- RKS Plus Qu'Essentiel - Les mardis, de 20h à 22h ; Une émission animée par Yannick, Yoann et Margaux. Ils partent d'un thème pour décortiquer ce que la culture a créer avec celui-ci.

- Les Coups de Coeur RKS - Les mercredis de 19h à 21h ; Une émission animée par Xabi et Mathis, un sacré duo qui présente un classement de nouveaux talents de la chanson. Les votes sont en continue sur le site internet. Ils reçoivent des invités avec qui ils passent 2 heures de jeux, d'humour, de talent, de musique et de découvertes. Les Coups de cœur ne sont pas que des musiques : Xabi et Mathis présentent également leurs coups de cœur en tout genre (association, films, séries, compte des réseaux sociaux, site internet etc). Parviendrons-t-il à vous faire tomber amoureux ?

- Novorama - les jeudis, de 19h à 20h ; Une émission pré produite par Novorama, diffusée sur beaucoup d'autres radios en France.

- RKS Lusotime - Les jeudis, 20h à 22h ; Une émission animée par Philippe et ses chroniqueurs, Adriana, Chrisitina, Paula et Roque, qui vous emmènent en voyage dans les pays lusophones du monde entier.

- RKS Latino Vibes - Les vendredis de 20h à 22h ; Une émission animée par Cisco et J-Aguilar, avec des sets DJ 100% latino par J-Aguilar qui mix pour le plus grand bonheur des festifs du vendredi soir.